# 地磁気地電流法
地磁気地電流法（ちじきちでんりゅうほう，Magnetotelluric method，以下MT法と略す）とは，物理探査手法の一つであり，地表で観測される電場と磁場から地下構造を推定する電磁探査手法の一種である。MT法は深部の探査に適しており，地表300m程度から数百km程度の深さを調査することができる。MT法は，石油・ガス探査，地熱探査，金属鉱床探査などの地質構造探査などに使われることが多い。また，低い周波数帯域を用いることにより，地殻や上部マントルの構造探査に用いられることもある。